# Puchar Pięciu Narodów 1949
Puchar Pięciu Narodów 1949 – dwudziesta edycja Pucharu Pięciu Narodów, corocznego turnieju w rugby union rozgrywanego pomiędzy pięcioma najlepszymi zespołami narodowymi półkuli północnej, która odbyła się pomiędzy 15 stycznia a 26 marca 1949 roku. Wliczając turnieje w poprzedniej formie, od czasów Home Nations Championship, była to pięćdziesiąta piąta edycja tych zawodów. W turnieju zwyciężyła Irlandia.
Od tego sezonu zmieniono wartość punktową zagrań. Zgodnie z ówczesnymi zasadami punktowania podwyższenie było warte dwa punkty, natomiast przyłożenie i pozostałe kopy trzy punkty.

## Mecze
| 15 stycznia 1949 | Francja                                        | 0:8(0:3) | Szkocja | Stade olympique Yves-du-Manoir, Colombes Widzów: 28 000 Sędzia: Thomas Pearce |
| 15 stycznia 1949 | Elliot 3 (P) Kininmonth 3 (P) Allardice 2 (pd) | 0:8(0:3) |         | Stade olympique Yves-du-Manoir, Colombes Widzów: 28 000 Sędzia: Thomas Pearce |

| 15 stycznia 1949 | Walia                          | 9:3(3:3) | Anglia      | Cardiff Arms Park, Cardiff Widzów: 51 000 Sędzia: Ham Lambert |
| 15 stycznia 1949 | Meredith 3 (P) Williams 6 (2P) | 9:3(3:3) | Hall 3 (dg) | Cardiff Arms Park, Cardiff Widzów: 51 000 Sędzia: Ham Lambert |

| 29 stycznia 1949 | Irlandia      | 9:16(6:8) | Francja                                       | Lansdowne Road, Dublin Widzów: 35 000 Sędzia: Thomas Pearce |
| 29 stycznia 1949 | Norton 9 (3K) | 9:16(6:8) | Basquet 3 (P) Lassègue 3 (P) Prat 2 (2pd, 2K) | Lansdowne Road, Dublin Widzów: 35 000 Sędzia: Thomas Pearce |

| 5 lutego 1949 | Szkocja                 | 6:5(3:0) | Walia                       | Murrayfield Stadium, Edynburg Widzów: 57 000 Sędzia: Ham Lambert |
| 5 lutego 1949 | Gloag 3 (P) Smith 3 (P) | 6:5(3:0) | Williams 3 (P) Trott 2 (pd) | Murrayfield Stadium, Edynburg Widzów: 57 000 Sędzia: Ham Lambert |

| 12 lutego 1949 | Irlandia                                     | 14:5(9:5) | Anglia                           | Lansdowne Road, Dublin Sędzia: R. Beattie |
| 12 lutego 1949 | McKee 3 (P) O'Hanlon 3 (P) Norton 8 (pd, 2K) | 14:5(9:5) | van Ryneveld 3 (P) Holmes 2 (pd) | Lansdowne Road, Dublin Sędzia: R. Beattie |

| 26 lutego 1949 | Anglia                                    | 8:3(5:0) | Francja        | Twickenham Stadium, Londyn Widzów: 70 000 Sędzia: Trevor Jones |
| 26 lutego 1949 | Cannell 3 (P) Holmes 2 (pd) Preece 3 (dg) | 8:3(5:0) | Alvarez 3 (dg) | Twickenham Stadium, Londyn Widzów: 70 000 Sędzia: Trevor Jones |

| 26 lutego 1949 | Szkocja         | 3:13(0:5) | Irlandia                          | Murrayfield Stadium, Edynburg Sędzia: Alan Bean |
| 26 lutego 1949 | Allardice 3 (K) | 3:13(0:5) | McCarthy 6 (2P) Norton 7 (2pd, K) | Murrayfield Stadium, Edynburg Sędzia: Alan Bean |

| 12 marca 1949 | Walia                        | 0:5 | Irlandia | St. Helens Ground, Swansea Widzów: 40 000 Sędzia: Thomas Pearce |
| 12 marca 1949 | McCarthy 3 (P) Norton 2 (pd) | 0:5 |          | St. Helens Ground, Swansea Widzów: 40 000 Sędzia: Thomas Pearce |

| 19 marca 1949 | Anglia                                                                      | 19:3(3:0) | Szkocja      | Twickenham Stadium, Londyn Sędzia: Ham Lambert |
| 19 marca 1949 | Guest 3 (P) Hosking 3 (P) Kennedy 3 (P) van Ryneveld 6 (2P) Travers 4 (2pd) | 19:3(3:0) | Wilson 3 (K) | Twickenham Stadium, Londyn Sędzia: Ham Lambert |

| 26 marca 1949 | Francja                       | 5:3(0:3) | Walia       | Stade olympique Yves-du-Manoir, Colombes Widzów: 41 000 Sędzia: Ham Lambert |
| 26 marca 1949 | Lassègue 3 (P) Alvarez 2 (pd) | 5:3(0:3) | Jones 3 (P) | Stade olympique Yves-du-Manoir, Colombes Widzów: 41 000 Sędzia: Ham Lambert |

## Inne nagrody
- Triple Crown –  Irlandia (po pokonaniu wszystkich rywali z Wysp Brytyjskich)
- Calcutta Cup –  Anglia (po zwycięstwie nad Szkocją)